# Ковзанярський спорт на зимових Олімпійських іграх 1924
Змагання з ковзанярського спорту на зимових Олімпійських іграх 1924 пройшли в суботу 26 січня 1924 року і в неділю 27 січня 1924. Були розіграні 5 комплектів нагород у чоловіків.
У змаганнях взяло участь 35 спортсменів з 13 країн. З них наймолодшим був Кирил Хорн (англ. Cyril Horn, 19 років і 111 днів, Велика Британія), а найстаршим — Альберт Теббіт (англ. Albert Tebbit, 52 року і 32 дня, Велика Британія). Найбільшу кількість медалей (8) завоювали спортсмени з Фінляндії, а норвежці виграли 7 нагород, тоді як ковзанярам з США дісталася всього одна нагорода.
Чарльз Джотроу (США) виграв першу золоту медаль на Зимових Олімпійських іграх 1924 року, але Клас Тунберг (Фінляндія) та Роальд Ларсен (Норвегія) кожний виграв по медалі в кожному з п'яти ковзанярських змагань, а Клас Тунберг виграв у них три золоті медалі.

## Медалісти
Медальний залік
| Event                  | Золото                     | Срібло                     | Бронза                                              |
| ---------------------- | -------------------------- | -------------------------- | --------------------------------------------------- |
| 500 метрів             | Чарлз Джетроу · США        | Оскар Ольсен · Норвегія    | Роальд Ларсен · Норвегія · Клас Тунберг · Фінляндія |
| 1500 метрів            | Клас Тунберг · Фінляндія   | Роальд Ларсен · Норвегія   | Сігурд Моен · Норвегія                              |
| 5000 метрів            | Клас Тунберг · Фінляндія   | Юліус Скутнабб · Фінляндія | Роальд Ларсен · Норвегія                            |
| 10000 метрів           | Юліус Скутнабб · Фінляндія | Клас Тунберг · Фінляндія   | Роальд Ларсен · Норвегія                            |
| Класичне багатоборство | Клас Тунберг · Фінляндія   | Роальд Ларсен · Норвегія   | Юліус Скутнабб · Фінляндія                          |

Загальний медальний залік
| Місце | Країна    | Золото | Срібло | Бронза | Загалом |
| ----- | --------- | ------ | ------ | ------ | ------- |
| 1     | Фінляндія | 4      | 2      | 2      | 8       |
| 2     | Норвегія  | 0      | 3      | 4      | 7       |
| 3     | США       | 1      | 0      | 0      | 1       |